# Klaas van Dijk (kunstenaar)
Klaas Hendrik (Klaas) van Dijk (Groningen, 29 september 1913 – Groningen, 26 juni 1990) was een Nederlandse beeldhouwer en schilder.

## Leven en werk
Van Dijk studeerde aan Academie Minerva in Groningen, waar hij leerling was van onder anderen A.W. Kort, C.P. de Wit en Willem Valk. Hij maakte studiereizen naar België en Frankrijk en volgde een opleiding modeltekenen aan de Académie de la Grande Chaumière in Parijs.
Van Dijk werd als beeldhouwer bekend door zijn handmatig uitgeslagen koperen en aluminium beelden en wandobjecten. Werk van hem werd onder andere geplaatst in stad en provincie Groningen. Bekend is zijn roodkoperen haan aan de Praediniussingel in Groningen. Om gezondheidsredenen kon Van Dijk op een gegeven moment niet meer met koper werken. Van Dijk schilderde ook, hij aquarelleerde, tekende en lithografeerde landschappen.
Van Dijk was lid van de Groninger Kunstkring De Ploeg. In 1977 ontving hij de J.K. Egbertsprijs van Kunstlievend Genootschap Pictura.

## Werken (selectie)
- Zonder titel (1951) boven ingang van schoolgebouw, Enno Dirk Wiersmastraat, Groningen
- Gevelversieringen 'kunst', 'dans', 'het gezin' en 'arbeid' (1957) aan de Jacob van Ruysdaelstraat in Groningen
- Beer (1962) in Haulerwijk
- Lezende pinguïn (1963) in Groningen
- Lammetje (1964) in Elsloo
- Haan (1971) aan de Noorderstraat in Sappemeer
- Teken (1974) aan de Henri Dunantlaan in Groningen
- Groep (1976) aan het Cascadeplein (bij SVB) in Groningen
- Haan (1979) aan de Praediniussingel in Groningen
- Kopersculptuur Schuilplaats aan de Mars in Hoogezand
- Muurreliëf Willem Lodewijksschool in Bourtange
  - Lezende pinguïn (1963) in Groningen - proefversie 42cm hoog

## Galerij

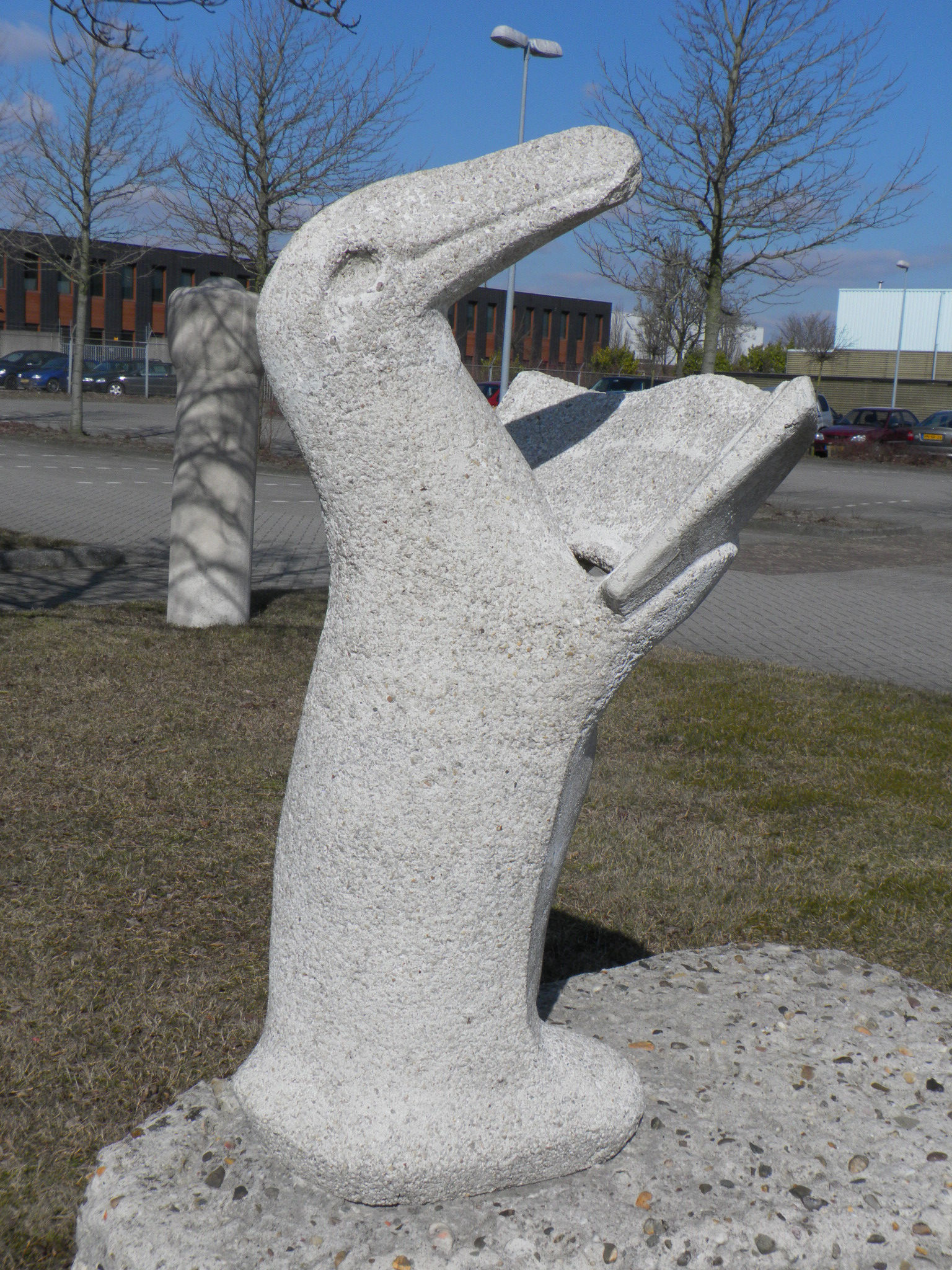
Lezende pinguïn
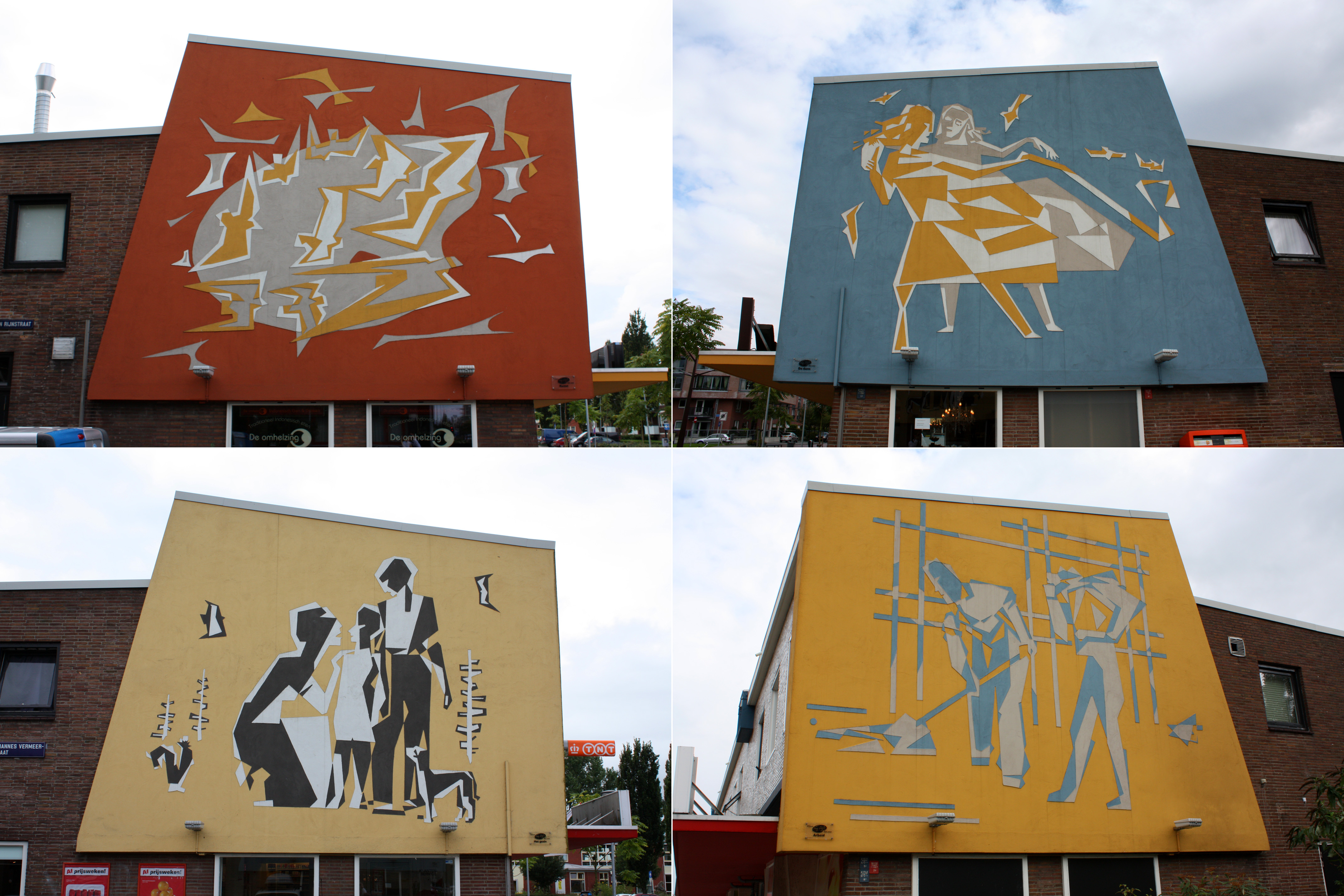
Kunst, dans, het gezin, arbeid, Groningen
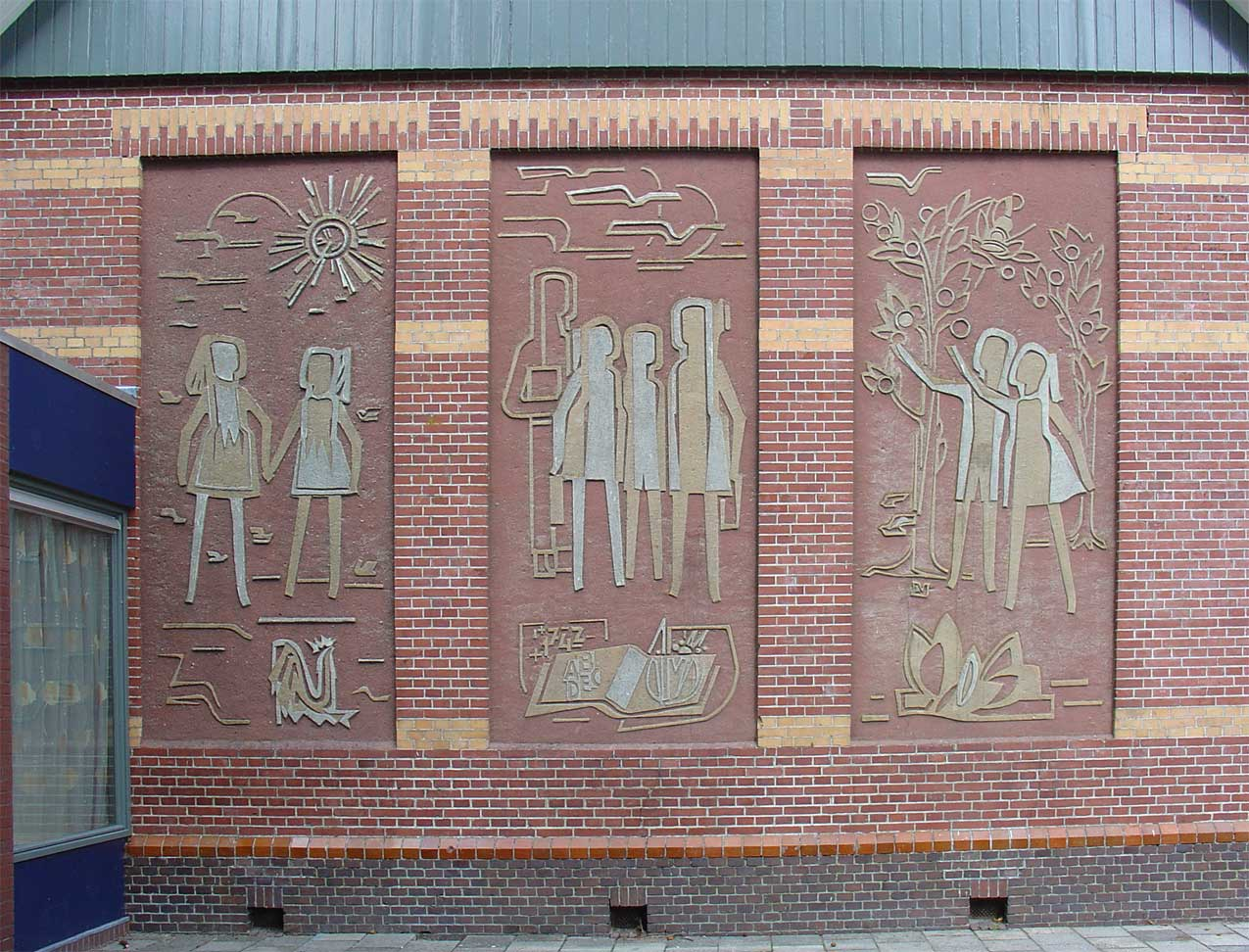
Muurreliëf, Bourtange
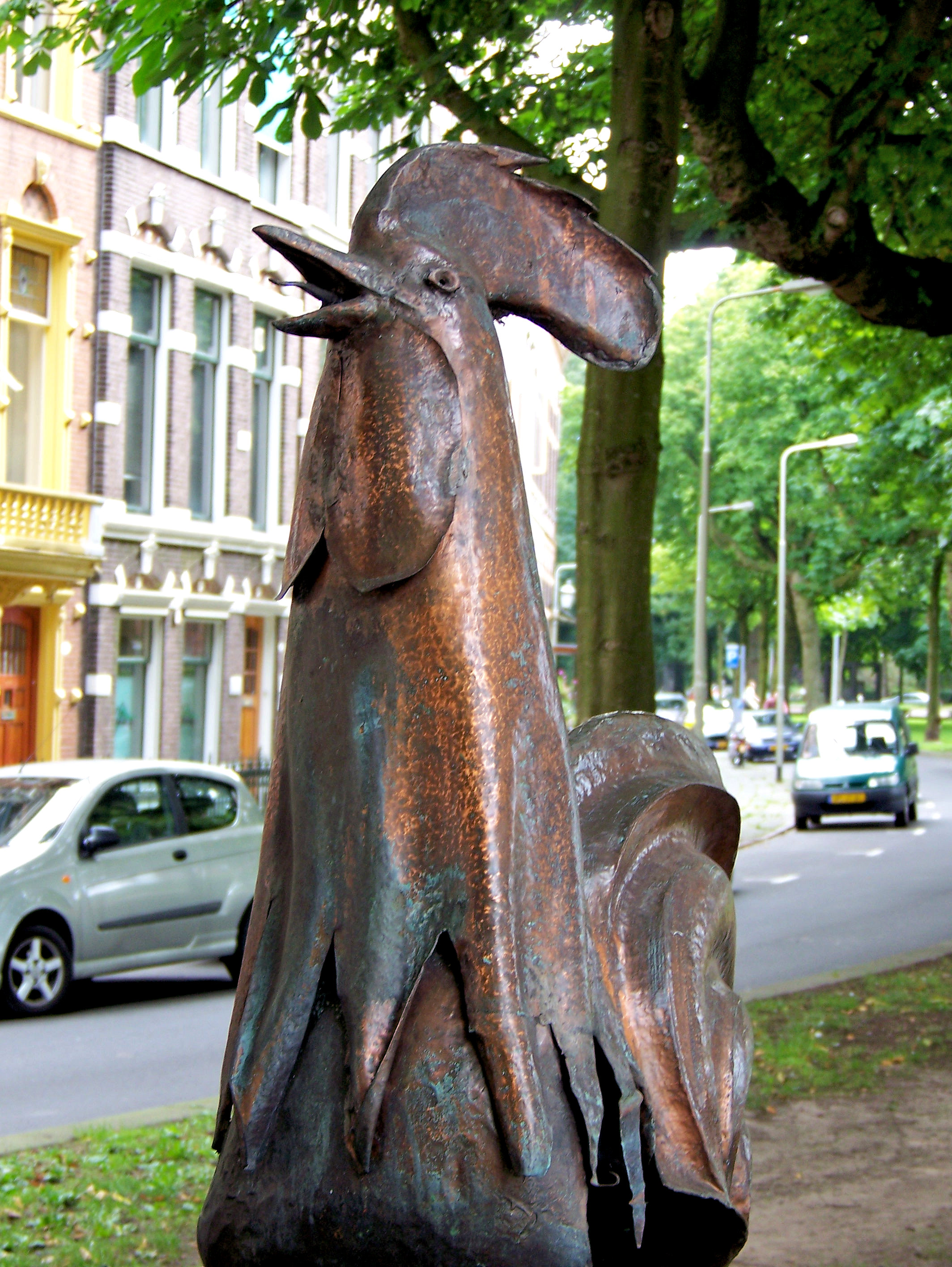
Haan (1979), Groningen
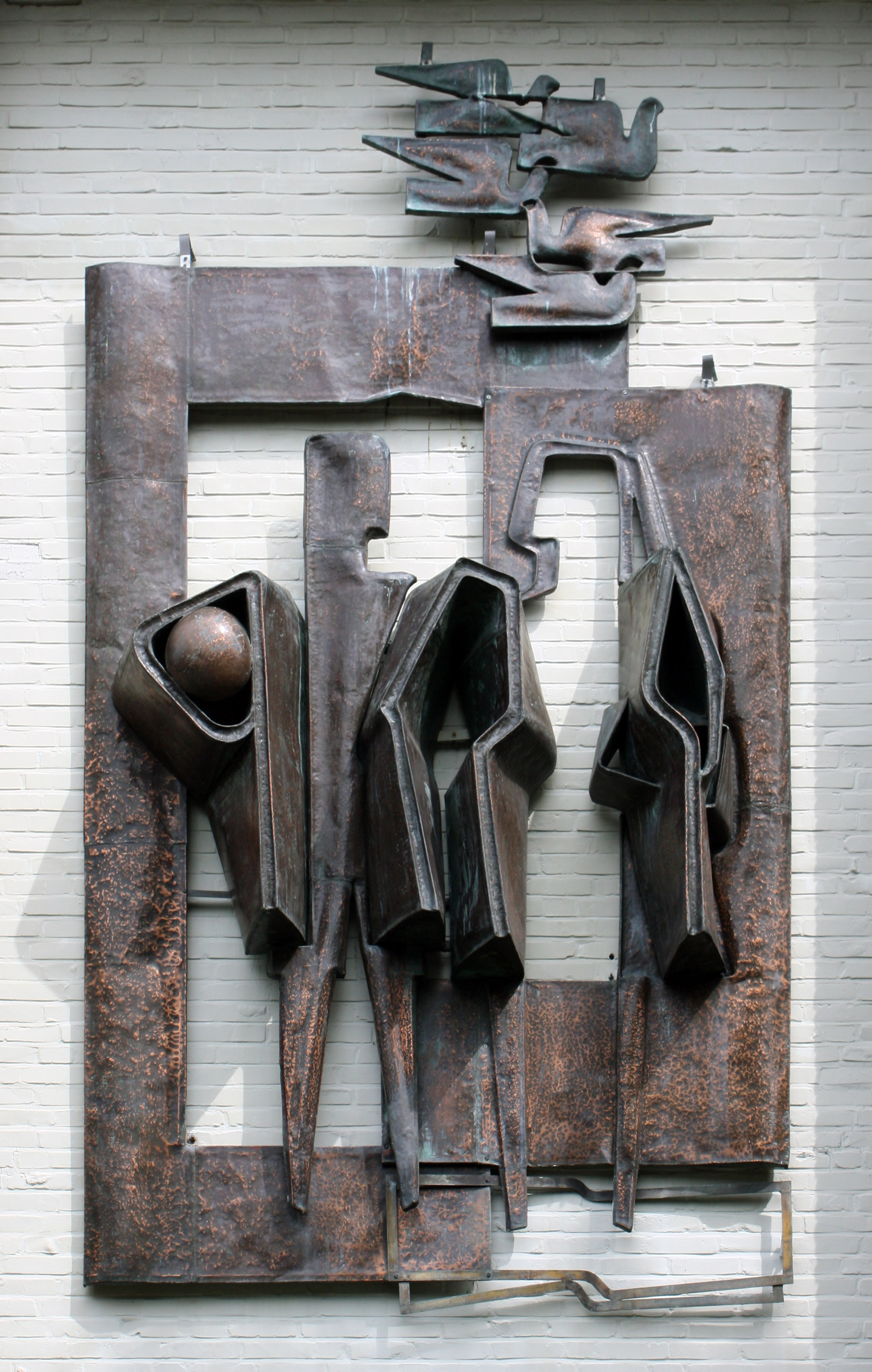
Zonder titel (1951), Groningen
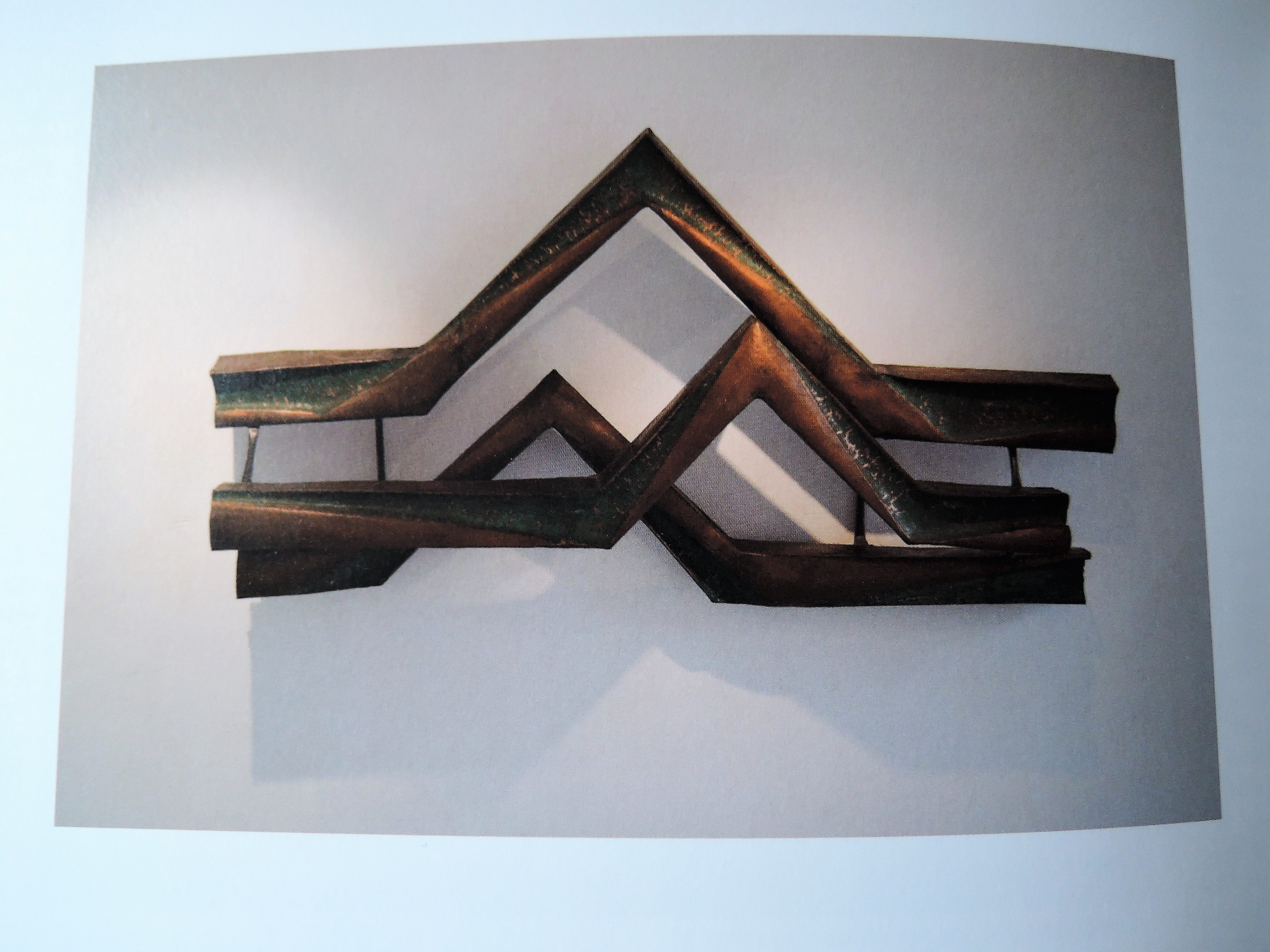
Lid van de Ploeg Groningen

- Biografisch Portaal: 89209435
- RKD-Nederlands Instituut voor Kunstgeschiedenis: 22918